# València al segle XIV

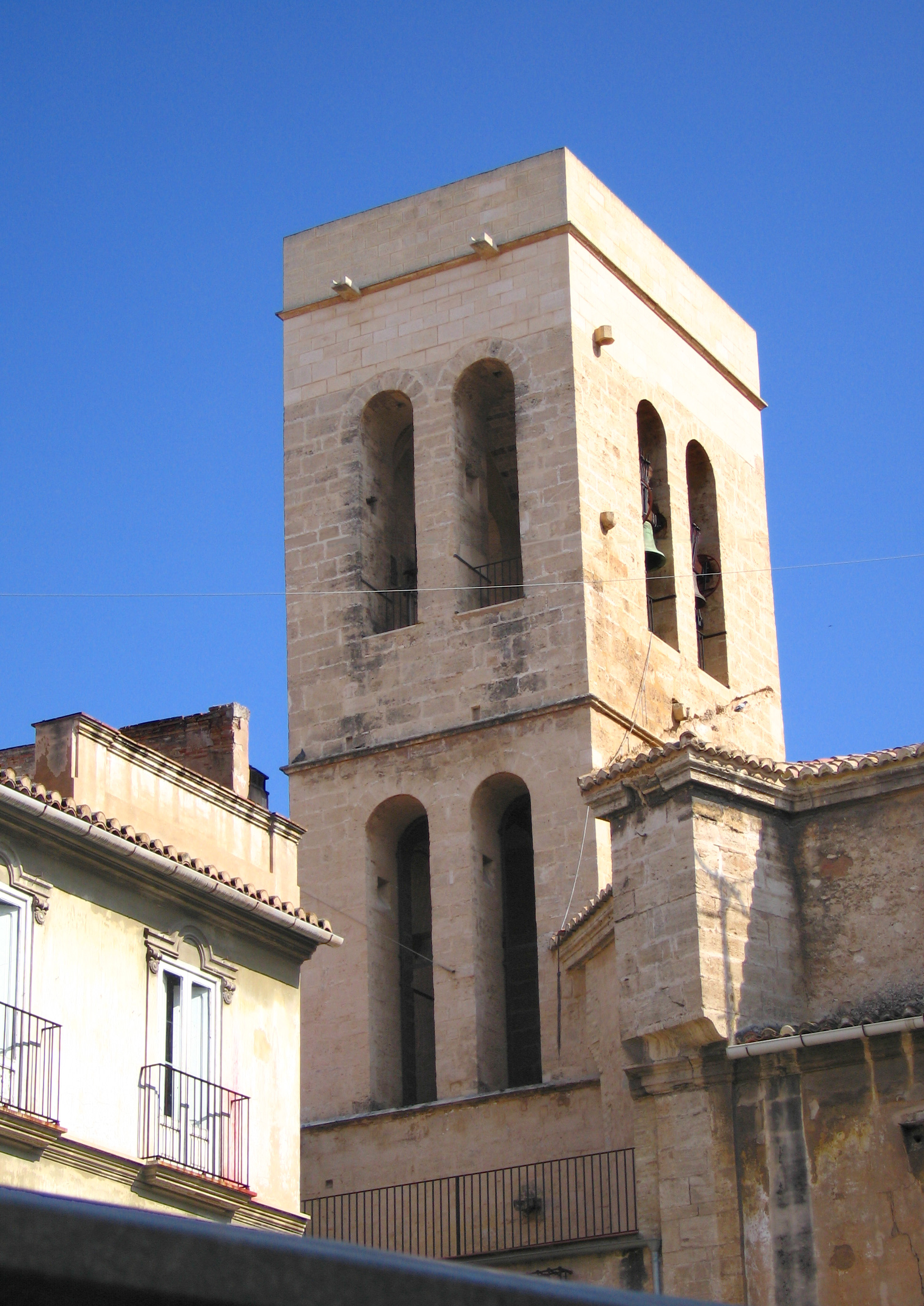
Campanar romànic del Salvador. Un dels primers monuments cristians de la ciutat després de la conquesta jaumina

Escut de valència al segle XIV

València al segle XIV va renàixer com a capital del Regne de València i ciutat cristiana després de cinc segles de domini musulmà. Després de la victòria cristiana, la població musulmana va ser expulsada i la ciutat repartida entre aquells que havien participat en la conquesta, de la qual cosa queda testimoni en el Llibre del Repartiment. Jaume I va atorgar a la ciutat unes noves lleis, els Furs, que anys després va fer extensives a tot el Regne de València. Començava així una nova etapa, de la mà d'una nova societat i d'una nova llengua - el valencià -, que va establir les bases del poble valencià tal com el coneixem avui.
La ciutat va passar per greus compromisos a mitjan segle xiv. D'una banda, la pesta negra de 1348 i les successives epidèmies d'anys següents, que van delmar la població. Així mateix, la guerra de la Unió, una revolta ciutadana, encapçalada per València com a capital del regne, contra els excessos de la monarquia. Finalment, la guerra contra Castella, que va obligar a alçar molt de pressa una nova muralla per a contindre, per dues vegades ––el 1363 i el 1364––, l'atac castellà. En premi, Pere el Cerimoniós li va concedir el títol de "dues vegades lleial", representat per les dos "L" que té el seu escut.

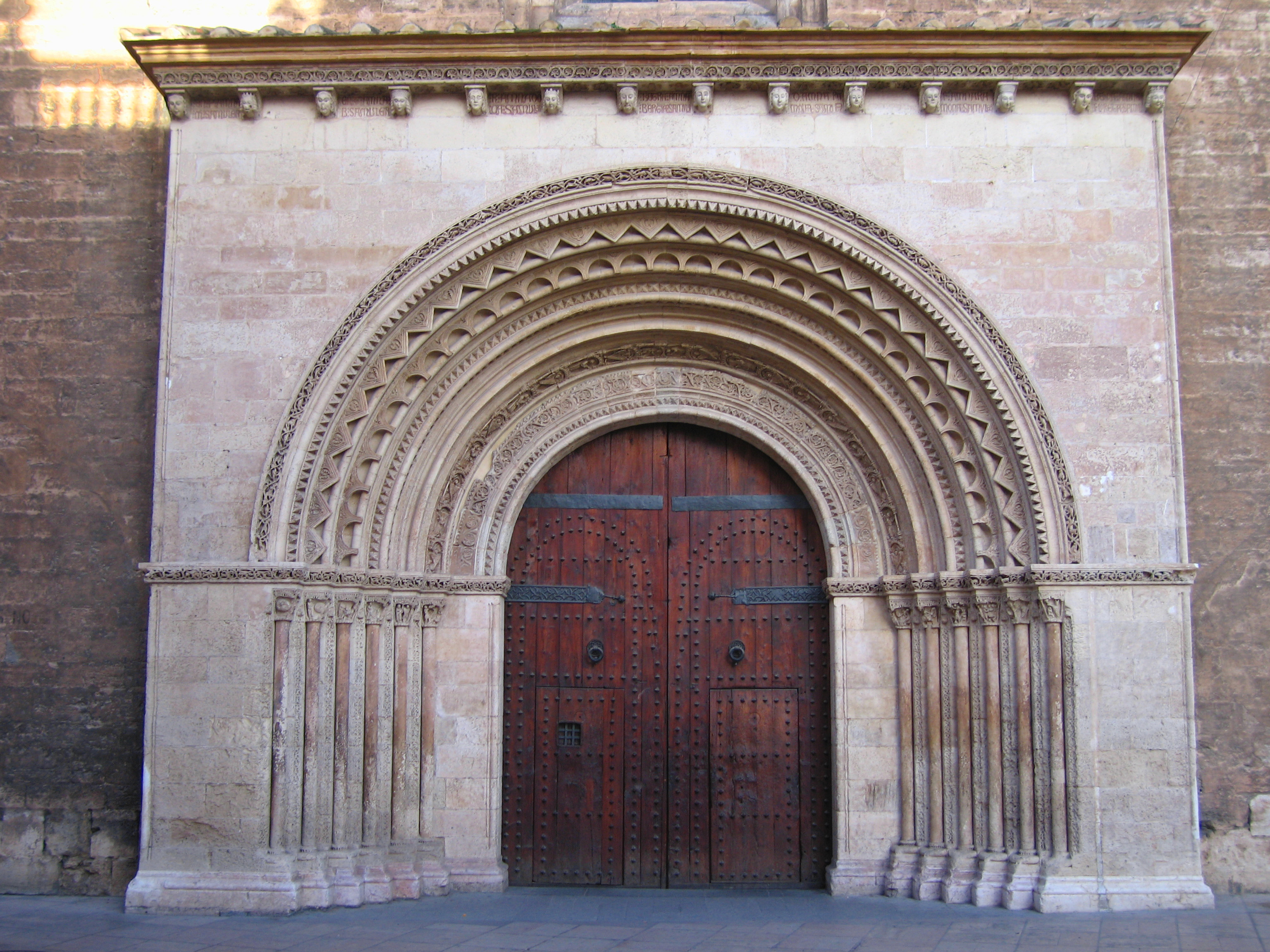
Porta romànica de la Seu. Un dels primers monuments cristians de la ciutat després de la conquesta jaumina

La convivència entre les tres comunitats, cristiana, jueva i musulmana, que ocupaven la ciutat, va ser conflictiva al llarg de tota l'edat mitjana. Els jueus, instal·lats entorn del carrer de la Mar, havien progressat econòmicament i socialment, i el seu barri va anar ampliant progressivament els límits a costa de les parròquies contigües. Per la seua banda, els musulmans que van continuar a la ciutat després de la conquesta van ser instal·lats en una moreria al costat de l'actual mercat de Mossén Sorell, contigua a aleshores barri menestral del Carme. El 1391 una torba descontrolada va assaltar el barri jueu, la qual cosa va suposar la pràctica desaparició de la comunitat i la conversió forçosa dels seus membres al cristianisme, encara que molts van seguir practicant la seua religió en secret.
El 1456, una vegada més un tumult popular va conduir a l'assalt de la moreria, encara que les seues conseqüències van ser de menor transcendència.
A l'acabament del segle xiv van adquirir especial virulència els conflictes entre les diferents famílies del patriciat local. Alineades en dos bàndols antagònics, van tenir un paper destacat en el conflicte dinàstic que es va produir a la mort sense descendents de Martí l'Humà, que desemboca en el Compromís de Casp i en l'entronització de la casa de Trastàmara en la corona d'Aragó. En la sentència van jugar un destacat paper els germans Ferrer, Bonifaci i Vicent, aquest últim canonitzat per Calixt III l'any 1455.
Pel que a l'aspecte lúdic, cal dir que des del segle xiv i fins a l'expansió de les falles a finals del segle xix, la festivitat del Corpus Christi, normalment celebrada pel juny, ha estat l'espectacle públic anual més important i multitudinari de la ciutat de València. La importància de la processó ve de la segona meitat del XIV, quan el bisbe Jaume d'Aragó, cosí de Pere el Cerimoniós, volgué emular i superar les festes del Corpus de Barcelona.